# Пинджева, Бонка
Бонка Рангелова Пинджева (болг. Бонка Рангелова Пинджева; 12 октября 1970, Пловдив) — болгарская гребчиха-байдарочница, выступала за сборную Болгарии в начале 1990-х — середине 2000-х годов. Участница трёх летних Олимпийских игр, обладательница серебряной и бронзовой медалей чемпионатов мира, бронзовая призёрша чемпионата Европы, победительница многих регат национального и международного значения.

## Биография
Бонка Пинджева родилась 12 октября 1970 года в городе Пловдиве. Активно заниматься греблей начала с раннего детства, проходила подготовку в местной гребной секции, позже состояла в пловдивском спортивном клубе «Тракия».
Благодаря череде удачных выступлений удостоилась права защищать честь страны на летних Олимпийских играх 1992 года в Барселоне — стартовала на пятистах метрах в двойках с Марией Кичуковой и в четвёрках с Кичуковой, Кинкой Рачевой и Таней Георгиевой, в обоих случаях сумела дойти лишь до стадии полуфиналов, где финишировала восьмой и шестой соответственно. Через четыре года прошла квалификацию на Олимпийские игры в Атланте — на сей раз выступала в паре с Нели Зафировой и вновь показала в полуфинале шестой результат.
Первого серьёзного успеха на взрослом международном уровне Пинджева добилась в 2002 году, когда попала в основной состав болгарской национальной сборной и побывала на чемпионате мира в испанской Севилье, откуда привезла награду бронзового достоинства, выигранную вместе с напарницей Деляной Дачевой в зачёте двухместных байдарок на дистанции 200 метров — лучше финишировали только экипажи из Испании и Польши. Год спустя выступила на мировом первенстве в американском Гейнсвилле, где с той же Дачевой стала серебряной призёршей в двойках на пятистах метрах — на финише их обошёл венгерский экипаж Сильвии Сабо и Кинги Боты.
В 2004 году Пинджева завоевала бронзовую медаль на чемпионате Европы в польской Познани, заняв третье место в зачёте байдарок-двоек на дистанции 1000 метров. Будучи в числе лидеров гребной команды Болгарии, благополучно прошла отбор на Олимпийские игры в Афинах — вместе с Деляной Дачевой стартовала в двойках на пятистах метрах, сумела дойти до финальной стадии, однако в решающем заезде финишировала лишь шестой, немного не дотянув до призовых позиций. Вскоре по окончании этих соревнований приняла решение завершить карьеру профессиональной спортсменки, уступив место в сборной молодым болгарским гребчихам.